# Linea di successione al trono della Cambogia

Lo stendardo reale della Cambogia.

Lo stemma della monarchia cambogiana.

La linea di successione al trono della Cambogia è determinata dal "Consiglio reale del trono", che sceglie un re. Il re non ha il potere di scegliersi un successore.
Per essere candidati ad ereditare il trono cambogiano bisogna essere membri della famiglia reale, avere almeno trent'anni di età ed essere discendenti del re Ang Duong (sovrano dal 1841 al 1860), del re Norodom (sovrano dal 1860 al 1904) o del re Sisowath (sovrano dal 1904 al 1927).
L'attuale re è Norodom Sihamoni, asceso al trono nel 2004 dopo Norodom Sihanouk.